# Lier, Belgien
Lier (nederländskt uttal: [liːr], franska: Lierre) är en stad och kommun i provinsen Antwerpen i regionen Flandern i Belgien. Staden ligger vid Stora och Lilla Nethes sammanflöde. Kommunen har cirka 36 646 invånare (2020).
Lier var tidigare känd för sin textilindustri och en betydande konstgödningsfabrik. Bland staden kyrkor märks Saint Gommair i sengotisk stil men vackra glasmålningar. Bland andra byggnader märks rådhusets befroi, uppförd 1369.